# Parque del Monte Cucco
El parque del Monte Cucco es un parque regional de Umbría, en la Provincia de Perugia. Fue creado por ley regional n.º 9 del 3 de marzo de 1995. Engloba los territorios adyacentes al monte Cucco.
Su territorio se extiende por seis municipios. En el año 1997 el terremoto que golpeó la Umbría dañó numerosos edificios en el interior del parque. Entre la fauna del parque destacan el lobo, el águila real o la marta.